# Rhopaloblaste
Rhopaloblaste es un género con seis especies de plantas con flores perteneciente a la familia de las palmeras (Arecaceae).  
Es nativo de las Islas Nicobar en el este del Océano Índico al oeste de Nueva Guinea.

## Taxonomía
El género fue descrito por Rudolph Herman Christiaan Carel Scheffer y publicado en Annales du Jardin Botanique de Buitenzorg 1: 137. 1876.
Etimología
Rhopaloblaste: nombre genérico que deriva de las palabras griegas Rhopalon = "club, grupo" y blaste = "brote", en referencia al gran embrión en forma de maza.

## Especies
- Rhopaloblaste augusta (Kurz) H.E.Moore (1970).
- Rhopaloblaste ceramica (Miq.) Burret (1928).
- Rhopaloblaste elegans H.E.Moore (1966).
- Rhopaloblaste gideonii Banka (2004).
- Rhopaloblaste ledermanniana Becc. (1923).
- Rhopaloblaste singaporensis (Becc.) Hook.f. in G.Bentham & J.D.Hooker (1883).